# Solitari dorsibrú
El solitari dorsibrú (Myadestes occidentalis) és un ocell de la família dels túrdids (Turdidae).

## Hàbitat i distribució
Habita els boscos subtropicals i la selva pluvial de les muntanyes des del nord-oest i nord-est de Mèxic cap al sud, a través de, Guatemala, Belize i El Salvador fins al centre d'Hondures.